# Walter Pérez
Walter Pérez (n. 31 ianuarie 1975, San Justo, Buenos Aires, Buenos Aires, Argentina) este un ciclist argentinian, medaliat olimpic. A participat la 5 ediții ale Jocurilor Olimpice (1996, 2000, 2004, 2008, 2012) în care a câștigat o medalie de aur.